# Lëtzebuerger Journal
Lëtzebuerger Journal este un cotidian din Luxemburg. Deține o poziție editorială centristă liberală, susținând Partidul Democrat.

## Istorie și profil
Lëtzebuerger Journal a fost publicat pentru prima dată la 5 aprilie 1948, înlocuind Obermosel-Zeitung și l'Unio'n, care și-au încetat apariția în același an. Ambele ziare au fost încercări de a crea un ziar liberal de circulație în masă, cum era Luxemburger Zeitung din perioada de dinainte de război, care avea o tradiție îndelungată, dar care fusese discreditat politic. Deși ziarul este publicat în germană, are și secțiuni publicate în franceză.
În 2004, ziarul a avut un tiraj de 5.150 de exemplare, devenind cel de-al cincilea cel mai difuzat ziare dintre cele șase cotidiene ale țării. Cu toate acestea, datorită legăturilor strânse cu Partidul Democrat, cel de-al treilea partid major al Luxemburgului și un partener de coaliție obișnuit la guvernare, importanța ziarului este mult mai mare decât ar sugera acest tiraj.
Ziarul a primit 540.421 de euro sub formă de subvenție anuală de presă din partea statului în 2009.